# 해적 공화국
해적 공화국(Republic of Pirates)이란 잉글랜드계 사략선들이 해적으로 전향하여 바하마 뉴프로비던스섬 나소에 근거지를 두고 1706년에서 1718년까지 약 11년간 할거했던 시절을 일컫는 말이다. 엄밀한 의미에서 "공화국" 또는 "국가"라고 할 수는 없으나, 자체적인 행동지침에 따라 통치되는 행정측면을 보였다. 해적 공화국의 해적들의 준동은 서인도 제도의 교역에 막대한 피해를 발생시켰으며, 1718년 바하마 총독 우즈 로저스가 나소를 정복하고 영국의 지배를 복원할 때까지 그 상황은 지속되었다.

## 같이 보기
- 해적기
- 양식형제단